# Rudolf Švagel-Lešić
Rudolf Švagel-Lešić (Županja, 29. rujna 1911. – Vodnjan, 30. studenoga 1975.) bio je hrvatski kipar i medaljer.

## Životopis
Rudolf Švagel-Lešić rođen je kao prvo od četvero djece majke Marije (rođene Lešić) i oca Rudolfa Švagela. Roditelji su mu se rano rastali te je majka ostala samostalno uzdržavati obitelj. Iz odanosti prema majci, svom obiteljskom prezimenu (Švagel, Schwagel) Rudolf je dodao majčino djevojačko prezime Lešić te se na gotovo sve radove potpisivao kao Rudolf Švagel-Lešić. Djetinjstvo je proveo u Županji, gdje je polazio osnovnu školu i dva razreda građanske škole.

### Obrtnička škola
Godine 1925. upisao se na Kraljevsku zemaljsku obrtnu školu u Zagrebu na klesarsko-kiparski odjel Roberta Jeana Ivanovića i Davorina Hotka. U prvim godinama nastaju prve portretne studije među kojima se ističe portretna bista Charlesa Darwina (1926.) i portret županjske „šokačke lady“ Katarine Hepburn (1927.).
Po završetku Obrtne škole, na ljeto 1929., održao je prvu samostalnu izložbu u Salonu Schira u Preradovićevoj ulici 13 u Zagrebu, predstavivši se kao vrlo talentiran i perspektivan mladi kipar. Izložba je bila popraćena slikom i tekstom u popularnom časopisu Svijet i u zagrebačkim Novostima.

### Umjetnička akademija (Zagreb – Pariz)
Nakon Obrtne škole, Rudolf Švagel-Lešić nastavlja školovanje u umjetničkoj akademiji u Zagrebu, tadašnjoj Kraljevskoj akademiji za umjetnost i umjetni obrt, koju upisuje 1929. godine. Studira na odjelu kiparstva, u klasi profesora Frane Kršinića.
Nakon završena dva semestra dobiva stipendiju za nastavak kiparskog školovanja u École nationale supérieure des beaux-arts u Parizu za školsku godinu 1930./1931. gdje se upisuje u kiparski atelijer profesora Jeana Bouchera. Na popisu stranih učenika na akademiji zabilježen je kao jedini jugoslavenski student. Boucher ga je osobito cijenio te ga je pozvao da se i sljedeće godine vrati u njegov kiparski atelijer no Švagel-Lešić nije dobio stipendiju za sljedeću godinu u Parizu te je svoje kiparsko školovanje nastavio na Umjetničkoj akademiji u Zagrebu.
Za vrijeme boravka u Parizu, Švagel-Lešić je sudjelovao na velikoj Svjetskoj kolonijalnoj izložbi 1931. godine, na kojoj je izložio jedan od svojih ponajboljih radova, sadreni ženski sjedeći akt Psyche. Skulpturu Psyche odlikuje kompleksna kompozicija skladno kontrapostiranih torzija sjedeće figure, kao i meka modelacija čistih i glatkih ploha kojima je naglašena mekoća puti ženskog tijela. Za izložbu je primio odlikovanje, a iste godine sudjelovao je na skupnim izložbama u Londonu i Liegeu u Belgiji. Boravak u Parizu nije značajno utjecao na Švagel-Lešićevo stvaranje te on ostaje izvan modernističkih tokova u kiparstvu. U nadolazećim godinama u svom skulpturalnom izrazu ostaje priklonjen strujama akademizma, uz poneke natruhe suvremenog oblikovanja jezika na tragu art décoa.
Povratkom iz Pariza, Švagel-Lešić nastavlja studirati na Kraljevskoj akademiji za umjetnost i umjetnički obrt u Zagrebu upisavši peti semestar kiparskog odjela Roberta Frangeša Mihanovića. Studij na akademiji ne završava, već se vraća u svoj rodni kraj Županju gdje stečenim znanjem i vještinama kiparskog oblikovanja dolazi u kontakte s lokalnim vlastelinstvom i izvodi razne narudžbe.

### Povratak u zavičaj
Povratkom u Slavoniju i Srijem, Švagel-Lešić isprva boravi u Vinkovcima gdje radi portrete uglednih građana i priprema se za samostalnu izložbu, koja je otvorena 12. svibnja 1935. godine. Među izloženim djelima ističu se mala figura Strijelca te figura Mangup. Izložbom se Švagel-Lešić afirmirao u lokalnoj sredini što mu je otvorilo vrata za nove kiparske poslove. Nakon izložbe dobiva narudžbe plemićkih obitelji Eltz iz Vukovara i Khuen-Bellasi iz Nuštra.
Švagel-Lešić postaje „dvorskim kiparom“ grofske obitelji Eltz i posljednjim umjetnikom koji je boravio na vukovarskom vlastelinstvu. U Vukovar dolazi početkom 1936., te u dvrocu Eltz uređuje privremeni atelijer. U njemu izvodi portrete članova obitelji Eltz: refeljefni portret grofice Sofije Eltz i portretnu bistu grofa Erweina Eltza. Osim portretne plastike, izvodi i neke kiparsko-restauratorske poslove. Tijekom boravka u Vukovaru Švagel-Lešić radi na novoj samostalnoj izložbi. U vukovarskom Hrvatskom domu 21. veljače 1937. godine izložio je preko stotinu radova u bronci, mramoru, drvetu i sadri te jednako toliko slika u ulju, crteža, akvarela i linoreza. Izložba je bila postavljena retrospektivno, od najranijih do recentnih umjetnikovih djela. Po prvi put je izložena skupltura Madona od Čistilišta, narudžba grofova Eltz i Khuen-Bellasi za neizvedenu zavjetnu kapelu uz cestu između Bršadina i Vukovara. Skulptura Madone izrađena je od drva i polikromirana je, a njezin dekorativni dojam graniči s naivnošću pučke stilizacije. Također, na izložbi su se istaknule skulpture Slavonski gajdaš i Psyche. Odaziv na izložbu bio je izuzetno velik, posjetilo ju je oko 3000 ljudi.
Pored privremenog atelijera u vukovarskom dvorcu, Švagel-Lešić 1936. postavlja atelijer i u rodnoj Županji. Ondje, pored rada na narudžbama, pokreće tečaj keramike. Sudjeluje u društvenom životu grada, a zajedno s Ivom Balentovićem u Županji osniva Enigmatski klub. Godine 1938. radi nacrte za oltar grobne kapele u Gradištu kod Županje, kleše skulpturu Plačućeg anđela za grobnicu obitelji Prpić na županjskom groblju te za Hrvatski dom u Vinkovcima modelira bistu Josipa Kozarca povodom osamdesete godišnjice rođenja hrvatskog književnika. Skulptura Plačući anđeo jedini je reprezentativni primjer art-décoa Švagel-Lešićevu opusu.
Tridesetih godina 20. stoljeća realizirao je nekoliko kiparskih radova sakralne tematike. Za župnu crkvu sv. Stjepana Prvomučenika u Grohotama 1935. godine radi skulpturu Krista na križu. Skulpturu odlikuje oblikovna čistoća i monumentalost.
Boravak u Županji i provincijalno okruženje ne djeluje osobito dobro na Švagel-Lešićevo kiparsko stvaranje. U tom razdoblju se povlači i radi sadrene biste i sitne reljefe bez značajnijih ostvarenja. Županju napušta 1939. godine te odlazi u Osijek, gdje nastavlja svoju umjetničku karijeru.

### Osijek
Rudolf Švagel-Lešić od Franjevačkog samostana u Tvrđi dobiva prostor u Kohlhoferovoj ulici 9 gdje smješta atelijer. Po dolasku, vrlo brzo biva prihvaćen i dobiva ponude za nove poslove. Iste godine postaje pročelnik umjetničke sekcije Kluba hrvatskih književnika i umjetnika u Osijeku. U to vrijeme u Osijeku ne djeluje mnogo značajnih kipara te lokalni dnevni tisak aktivno prate njegov rad. Josip Leović se prestaje baviti kiparstvom, a jedini aktivan je Mihajlo Živić. Iako nikad nije uspio ostvariti želju održavanja retrospektivne izložbe u Osijeku, sudjelovao je u grupnoj proljetnoj izložbi osječkih umjetnika. Na izložbi održanoj od 17. – 31. ožujka 1940. bilo je izloženo 98 djela od 11 osječkih umjetnika. O Švagel-Lešićevim djelima piše Oto Švajcer zaključujući da Švagel-Lešić do sada nije uspio ostvariti svoj solidni talent te da će ga ostvariti tek kad se u potpunosti oslobodi od akademizma. Za vrijeme Drugog svjetskog rata Švagel-Lešić izlaže samo na jednoj izložbi, 1942. godine, u Umjetničkom paviljonu u Zagrebu. Ondje je izložio model za spomenik dr. Anti Starčeviću.
Uspostavom Nezavisne Države Hrvatske, Švagel-Lešić nastavlja svoje djelovanje izvodeći nekoliko skulptura i bista za državne uglednike. Izradio je bistu Eugena Kvaternika u nadnaravnoj veličini i bistu dr. Ante Pavelića za jednu kazališnu predstavu u Osijeku. Ante Pavelić ga je 1941. godine u Osijeku primio kod sebe kada mu je osobno došao predati skulpturu koju je izradio njemu u čast. Pred kraj rata seli atelijer u osječki Sokolski dom.
U noći 14. travnja 1945. partizani narodnooslobodilačke vojske ulaze u Švagel-Lešićev atelijer te uništavaju značajne radove, a umjetnik biva odvezen u pritvor. Osuđen je na deset godina zatvora. Dvije godine provodi u Staroj Gradiški i Lepoglavi, ali je uvjetno pušten kući. Godine 1947. ponovno mu se sudi te dobiva kaznu od pet godina u Lepoglavi. Iako boravi u zatvoru, i dalje se bavi kiparstvom. U Lepoglavi izrađuje poprsje maršala Tita i zdenac s tri figure ispred kaznionice, a u upravi kaznionice naslikao je kompozicije Ustanak i Borba. Poslije dvije godine, ponovno biva pušten uvjetno na slobodu te jednu godinu radi u osječkom Ukrasu. Godine 1953. dobiva posao likovnog profesora, prvo u Lepoglavi pa u Jasenovcu i Bosanskoj Dubici. Za vrijeme rada u lepoglavskoj gimnaziji preživljava moždani udar te se rastaje od prve supruge. Oženio se s kolegicom Nadom Marić s kojom je dobio kći Lidiju. Zbog suradnje s vladajućom vlasti NDH prozvan je neprijateljom države i njegovo ime se ne spominje u umjetničkim krugovima. Unatoč cenzuri, početkom 60-ih godina dobiva priliku izraditi poprsja Maršala Tita i Nikole Tesle za Elektrometalski školski centar u Osijeku. Iz Bosanske Dubice 1960. godine seli se u Vodnjan kraj Pule gdje u osami, vrlo narušenog zdravlja, boravi i radi. Radio je kao honorarni nastavnik crtanja u Puli, no ubrzo odlazi u invalidsku mirovinu. Umro je zaboravljen u Vodnjanu 30. studenoga 1975. godine gdje je sahranjen na mjesnom groblju.

## Umjetnička produkcija

### Sakralna plastika
Za vrijeme svojeg osječkog kiparskog stvaralaštva (1939.-1945.) Švagel-Lešić dobiva najznačajnije narudžbe. One dolaze od Crkve ili privatnih naručitelja, a funkcija im je većinom sakralna ili pogrebna. Sakralni projekti Švagela-Lešića su novi glavni oltar u franjevačkoj crkvi sv. Križa u Tvrđi u Osijeku, reljef Kristova uskrsnuća na grobnoj kapeli u Valpovu, skulpture za glavni oltar crkve u Borovu selu te nacrti za neizvedena djela – glavni oltar isusovačke crkve u Osijeku i pravoslavnu grobnu kapelu, tj. rusku spomen-kosturnicu na osječkom vojničkom groblju.

#### Oltar u crkvi sv. Križa, franjevački samostan u Tvrđi
Prilikom restauracije starog glavnog baroknog crkvenog oltara osječki franjevci su Švagela-Lešića, koji se tada nastanio u Osijeku, zatražili da izradi novi oltar. Švagel-Lešić je projektirao i izveo oltarsku menzu sa svetohraništem koja je postavljena ispred već postojećega, velikog glavnog baroknog oltara iz 18. stoljeća. Novi oltar u skladu je s pozadinskim baroknim oltarom s kojega je umjetnik preuzeo neke elemente arhitektonske plastike i ornamentike. Reljef s figurama četiriju euharističkih svetaca franjevačkog reda koji se nalazi na vratnicama tabernakula te figura pelikana na vrhu školjke jedini su isključivo kiparski elementi oltara.

#### ReljefUskrsnuće Kristovoza grobnu kapelu u Valpovu
Švagel-Lešić je 1939. godine realizirao narudžbu za reljef Uskrsnuće Kristovoiznad ulaza u grobnu kapelu na valpovačkom mjesnom groblju.  Reljef je postavljen  kao zajednička zadužbina Ferde Desatyja i njegove majke te darovan Crkvi. Kompoziciju trodijelnog rasporeda s Kristom u središnjoj osi te dva rimska vojnika-stražara na Kristovu grobu sa svake strane Švagel-Lešić je preuzeo s reljefa njegova nekadašnjeg profesora Franje Bramora na grobnoj kapeli obitelji Taschner u Rumi,. Osim kompozicije, umjetnik je preuzeo i način oblikovanja triju glavnih likova, izmijenivši poneki detalj.

#### Glavni oltar crkve u Borovu selu
Nacrte za glavni oltar u Borovu selu Švagel-Lešić izvodi u listopadu 1941. godine. Iako oltar nije sačuvan, na nacrtima je vidljiva raskošna zamisao oltara, bogato raščlanjena kompozicija te složena razrada arhitektonske plastike. Švagel-Lešić je izveo devet oltarskih figura, to jest svetačke likove čija ikonografija ukazuje na povezanost s franjevcima. Oltar je Švagel-Lešićev najkompleksniji sakralni projekt. Pri izradi skulptura koristio se ikonografskom perspektivom kojom naglašava ulogu i značenje određenih figura na oltaru: figura Bogorodice smještena je u samo središte kompozicije oltara te je svojim dimenzijama najveća od devet figura. U odnosu na nju manjih dimenzija su franjevački sveci sv. Antun Padovanski i sv. Franjo Asiški, a najmanje figure prikazuju šest svetaca koje se nalaze u nišama donje zone. Figuralna plastika oltara spaja hladni akademski stil te reducirane i stilizirane, moderne kiparske forme.

### Aktovi
Tijekom osječkog perioda stvaranja (između 1939. i 1945. godine) Rudolf Švagel-Lešić izvodi nekolicinu ženskih aktova, koji nisu sačuvani. Skulpture nastaju u stilskim okvirima akademskog realizma, prizivajući pritom suvremeni ideal vitalnosti tijela. U gotovo svim aktovima umjetnik primjenjuje jedan osnovni tip kompozicije s kontrapostiranim okretima tijela. Kao vrlo dobro kiparsko ostvarenje izdvaja se Psyche, od ostalih aktova ističe se i Sjećanje (1940.), akt masivnog ženskog tijela oslobođen od erotske gestikulacije. Iako je u Parizu upoznao modernističko oblikovanje, Švagel-Lešić ga nikada nije prisvojio. Ostao je sklon deskripciji i sentimentalizmu te površnim efektima isticanja putenosti u prikazivanju akta.

### Reljefi, plakete i medalje
Rudolf Švagel-Lešić ostavlja malen, ali raznolik opus plaketa i medalja. Velik utjecaj na njegov način i pristup izrade imali su profesori u Obrtnoj školi i Akademiji, ali i Ivo Kerdić koji ga je poučavao obradi kovina i umijeću medaljerstva. Određeni radovi nastaju inicijativom Kluba hrvatskih književnika i umjetnika u Osijeku čiji je član bio i sam Švagel-Lešić.
Za Klub hrvatskih književnika i umjetnika izradio je reljefni portret Mladena Barbarića, koji je 1940. godine postavljen na rodnoj kući Mladena Barbarića u Iloku. Godine 1939. nastaje dvostrana medalja Mato Medvedović s meko modeliranim, realističnim profilom Medvedovića, poznatog Vinkovčanina koji je obnašao značajnu ulogu u Klubu hrvatskih književnika i umjetnika. Oko 1939. godine izveo je dvije plakete s portretom dr. Vladka Mačeka.
Švagel-Lešić 1941. godine radi reljef Kralj Tomislav. Skica za reljef nastala je još 1939. godine u Županji – tada je izradio i nacrt statue kralja Tomislava koja je trebala zamijeniti postojeću pred zgradom suda podignutu 1925. godine. Moderan oblikovni jezik reljefa u duhu je art décoa. Reljef Hrvatski orač radi 1939. godine te ga izvodi prema plaketi Oranje Roberta Frangeša Mihanovića. Gotovo doslovce oponaša predložak uvećavajući ga, ne uspijevajući postići istu kvalitetu niti modelacijsku slobodu izvornika. Reljef je trebao poslužiti kao reklamni pano za Osječku ljevaonicu željeza i tvornicu strojeva.

### Spomenička skulptura
Švagel-Lešić 1942. godine izlaže u Zagrebu na proširenoj izložbi idejnih rješenja i modela za veliki spomenik dr. Anti Starčeviću koji se trebao podići na tada još neuređenom trgu pred istočnim pročeljem hotela Esplanade u Zagrebu. Izložba je bila otvorena 18. siječnja 1942. godine u Umjetničkom paviljonu u Zagrebu. Uz Švagel-Lešića sudjelovali su Ivo Kerdić, Antun Augustinčić, Vanja Radauš, Rude Ivanković, Frano Kršinić i Dujam Penić. Pri ocjenjivanju modela, veliku ulogu imao je i dr. Antun Bauer, ravnatelj zagrebačke Gipsoteke. Niti jedan od natjecatelja nije osvojio prvu nagradu.
Švagel-Lešić 1942. godine izrađuje posve različitu bistu dr. Ante Starčevića, koja je trebala biti postavljena kao spomenik u Županji. Danas se nalazi u Zavičajnom muzeju dr. Stjepana Grubera u Županji.

### Neizvedena djela

#### Grobnica obitelji Povischil
Osječki industrijalac Rudolf Povischil 1939. godine je od Švagel-Lešića naručio projekt za obiteljsku grobnicu povodom smrti svoga oca, Josipa Povischila. Grobnica je trebala biti izgrađena na groblju sv. Ane u Osijeku, međutim nikada nije realizirana. Uz vratnice grobnice zamišljene su skulpture dvaju radnika prirodne veličine, naslonjenih na čekiće. U tadašnjem je tisku obrazloženo da se simboličko značenje skulptura odnosi na Josipa Povischila kao čovjeka rada.

#### Nacrti za glavni oltar neizgrađene isusovačke crkve u Osijeku
Godine 1917. pokrenuta je inicijativa za izgradnju isusovačke crkve Srca Isusova s rezidencijom i konviktom. Projekt crkve izvedeo je istaknuti arhitekt moderne Jože Plečnik, a s gradnjom je započeto 1940. godine na osječkom Gajevu trgu. Glavni oltar crkve projektirao je Švagel-Lešić, međutim gradnja crkve sporo je tekla te nikada nije dovršena niti je uspjela doći do opremanja crkvenim namještajem. Nakon završetka Drugog svjetskog rata, nove vlasti su dale porušiti nedovršenu crkvu.

#### Kapela na vojnom groblju
Projekt obnove osječkog novog ratničkog, vojničkog, groblja jedan je od prvih angažmana Švagel-Lešića u Osijeku. U jednom novinskom članku naveden je kao autor nacrta za rekonstrukciju ratničko-vojničkoga groblja te se također i u osobnoj arhivi umjetnika nalaze kopije nacrta, koje se odnose na pravoslavnu kapelu, ali bez naslova i bez signature. Nacrte iz umjetnikove osobne arhive može se povezati s njegovim angažmanom u projektu obnove vojnog groblja u Osijeku, međutim nije moguće utvrditi sa sigurnošću koja je bila njegova uloga niti koliko je udio imao u tom projektu.

## Izložbe[1]
- 1929.: Zagreb; samostalna izložba; Galerija Shira
- 1931.: Pariz; Svjetska kolonijalna izložba
- 1931.: London; skupna izložba
- 1931.: Liège; skupna izložba
- 1935.: Vinkovci; samostalna izložba
- 1937.: Vukovar; samostalna izložba; Hrvatski dom
- 1940.: Osijek; grupna proljetna izložba osječkih umjetnika
- 1942.: Zagreb; izložba idejnih rješenja i modela za spomenik dr. Anti Starčeviću; Umjetnički paviljon

## Galerija
- Rudolf Švagel-Lešić pri radu na kipu Madone Bezgrešnog Začeća, oko 1937.
- Rudolf Švagel-Lešić, Nacrti za glavni oltar neizgrađene isusovačke crkve u Osijeku
- Rudolf Švagel-Lešić, Kralj Tomislav, 1941.
- Rudolf Švagel-Lešić, Skulpture za glavni oltar crkve u Borovom selu, 1941.
- Rudolf Švagel-Lešić, Portret Josipa Kozarca, 1938.
- Rudolf Švagel-Lešić, Raspeti Krist, 1934.-1935.
- Rudolf Švagel-Lešić, Portret dr. Ante Starčevića, 1943.